# Lev Pouchkine
Pour les articles homonymes, voir Famille Pouchkine.
Lev Pouchkine ou Lev Sergueïevitch Pouchkine (en langue russe : Лев Серге́евич Пу́шкин), né le 17 (19) avril 1805 à Moscou, et décédé le 19 (31) juillet 1852 à Odessa, est le frère cadet d'Alexandre Pouchkine. Il a été le secrétaire littéraire de son frère et a participé aussi, comme officier, à la Guerre russo-persane de 1826-1828.

## Biographie
Lev Sergueïevitch Pouchkine est né, comme son frère, à Moscou dans la famille de Sergueï Lvovitch Pouchkine (1767-1848), militaire à la retraite, et de Nadejda Pouchkina (1775-1836). Il est le petit -fils d'Ossip Hannibal (1744-1806). La famille Pouchkine emménage à Saint-Pétersbourg après la fin des Guerres napoléoniennes, en 1814. En 1815, Lev entre à la Petrishule, une école réputée de la ville. Il poursuit ses études, mais en internat, au Lycée de Tsarskoïe Selo, puis au Premier gymnasium classique de Saint-Pétersbourg et enfin à l'Université d'État de Saint-Pétersbourg. En raison de sa participation à une protestation contre le licenciement d'un professeur de littérature Wilhelm Küchelbecker, un ami proche de son frère Alexandre, il est exclu de l'Institut en 1821. 
Durant la période d'exil du poète, au sud de la Russie, de 1820 à 1824, Lev Sergueïevitch remplit de nombreux services pour son frère liés à l'édition, à la littérature, à des affaires privées. Des dizaines de lettres ont été publiées qui témoignent des rapports entre les deux frères à cette époque. 
Durant toute la vie d'Alexandre ces contacts se sont poursuivis. Pouchkine lui a adressé plusieurs poèmes. Grâce à une mémoire prodigieuse, Lev se souvenait des vers après une seule lecture.
« Avec lui, comme l'affirmait après la mort de Lev Piotr Viazemski, on peut dire que de nombreux poèmes de son frère ont été enterrés, que seul Lev connaissait par cœur ».
Anton Delvig, après avoir vu Lev Pouchkine dans le salon de son oncle se souvient :
«  Il était spirituel, il écrivait de beaux vers, et s'il n'avait pas été le frère d'un poète aussi connu, sa poésie aurait attiré l'attention de tous. Son visage était blanc, il avait des  cheveux blonds bouclés et même frisés naturellement. Son apparence était celle d'un « nègre » peint de couleur blanche »
En novembre 1824, Lev Pouchkine entre au département des religions étrangères. Mais après deux ans, il en sort et entre comme élève au régiment du 17e Dragon de Nijni-Novgorod . Il participe à la campagne perso-turque de 1827—1829, puis est en congé jusqu'en mai 1831. Il passe alors au régiment des Dragons Finlandais, comme capitaine d'état-major. Il participe à la guerre russo-polonaise. En décembre 1832, il est en congé et il s'installe à Varsovie. Durant l'automne 1833 il retourne à Saint-Pétersbourg où il occupe les fonctions de chargé de mission auprès du ministère de l'Intérieur. Puis, pendant trois ans, il remplit ses fonctions de capitaine dans le corps d'armée du Caucase. Il n'apprend la mort de son frère Alexandre, qui eut lieu le 29 janvier 1837, au mois de mars seulement alors qu'il est en service dans le Caucase. Il est rempli de désespoir et écrit cette lettre à un ami :

« Moi-même je n'ai subi qu'une contusion, alors que j'étais sans cesse sous les balles ; mon pauvre frère a été tué par une seule balle qui l'a condamné. Quel injuste sort, sa vie était indispensable à sa famille, il était utile à la patrie, alors que la mienne est superflue, pour moi, personne, sauf vous-même et mon pauvre frère, ne l'aurait pleurée ».

Il existe des preuves suivant lesquelles des amis de Lev l'ont dissuadé d'aller en France pour abattre Georges Charles de Heeckeren d'Anthès.
En 1842, alors qu'il est major, il reçoit l'Ordre de Sainte-Anne 3e et 4e classe et l'Ordre de Saint-Vladimir de 4e classe. Il est libéré de son service militaire et part vers Odessa où il entre en fonction comme fonctionnaire du service des douanes.
En 1843 il épouse Élisabeth Alexandrovna Zagriajskoï, fille du gouverneur Alexandre Zagriajskoï. C'est une parente de Natalia Nikolaïevna Gontcharova, l'épouse de son frère. Du mariage sont nés quatre enfants :
Olga (1844—1923) ; Anatoli (1846—1903) ; Sofia (décédée enfant), et Maria (1849—1928).
Le 19 juillet 1852, Lev Pouchkine meurt d'hydropisie à l'âge de 47 ans. Il est enterré dans le vieux cimetière chrétien d'Odessa.
Parmi ses travaux littéraires, on trouve une « Biographie d'Alexandre Sergueïevitch Pouchkine jusque 1826 », des souvenirs sur le poète et des articles de journaux, de la correspondance de son frère (plus de 40 lettres). Tous ces documents sont conservés à la Maison Pouchkine à Saint-Pétersbourg.